# Anthurium fortunatum
Anthurium fortunatum är en kallaväxtart som beskrevs av George Sydney Bunting. Anthurium fortunatum ingår i släktet Anthurium och familjen kallaväxter. Inga underarter finns listade.